# Ratpenat cuallarg de Gallagher
El ratpenat cuallarg de Gallagher (Mops gallagheri) és una espècie de ratpenat de la família dels molòssids, endèmica de la República Democràtica del Congo.
És una espècie en perill per la pèrdua del seu hàbitat natural.